# Вергьупе
Ве́ргьупе (Ве́ргупе, Ве́ргьупис; устар. Верьюп; латыш. Vērģupe, Vergupe, Vērgupe, Vērģupis) — река в Иецавской волости Бауского края Латвии. Правый приток нижнего течения реки Иецава в бассейне Лиелупе.
Длина реки составляет 11,92 км или, по другим данным, 15 км. Площадь водосборного бассейна — 34,05 км².
Вергьупе начинается на высоте 28 м над уровнем моря в лесной болотистой местности к востоку от Иецавы. Течёт в основном на северо-запад, около устья постепенно поворачивает на юго-запад. Впадает в Иецаву на высоте 5 м над уровнем моря, напротив населённого пункта Раньки.